# Die Weibchen
Die Weibchen ist ein deutsch-französisch-italienisches Filmdrama mit Horror-Elementen von Zbyněk Brynych aus dem Jahr 1970. Die internationale weibliche Besetzung wird von Uschi Glas, Pascale Petit, Françoise Fabian und Irina Demick angeführt.

## Handlung
Die attraktive 24-jährige Eve ist erschöpft und einem Nervenzusammenbruch nahe. Sie reist auf Anraten ihrer Ärztin zu einer sechswöchigen Kur nach Bad Marein, wo sich vor allem Frauen, durchgehend „ausgewählte Patientinnen“ wie die Taxifahrerin Eve verheißt, aus aller Herren Länder im Sanatorium von Dr. Barbara erholen und regenerieren. Es gibt vor Ort nur wenige Männer, wie etwa den hünenhaften, durch eine lange Narbe im Gesicht entstellten, zahnlosen Gärtner Adam. Eines Tages muss Eve mit Schrecken feststellen, dass die weiblichen Kurgäste die anwesenden Herren nur für ihre sexuellen Abenteuer benutzen, um sie nach dem Liebesakt wie eine Gottesanbeterin oder Schwarze Witwe umzubringen.
Eves Horrortrip beginnt, als sie eines Tages in einem Schrank einen Mann mit einem Messer im Rücken entdeckt, der zu einer Drei-Personen-Gruppe ziemlich schmieriger Möchtegern-Playboys auf der Durchreise gehörte. Fortan will sie wie eine Detektivin den höchst merkwürdigen Ereignissen an diesem unheimlichen Ort auf den Grund gehen und die verbliebenen ahnungslosen Herren vor den „männerverschlingenden“ Weibchen warnen, doch man glaubt ihr nicht. Selbst als die Polizei in Gestalt eines ziemlich lakonischen und regelmäßig alkoholisierten Kommissars anrückt, der sich mit nur mäßigem Engagement der Morde annimmt („Ich habe jeden Tag drei Morde, sie müssen warten, bis sie dran sind“), ändern sich die Dinge nicht. Es scheint im Verlauf der Handlung gerade so, als ob die Emanzipation alles Weibliche unter den Kurdamen vernichtet und stattdessen die Bestie in der Frau hervorgerufen hat…

## Produktionsnotizen
Die Weibchen entstand im tschechischen Franzensbad (Außenaufnahmen) und München (Studioszenen). Uraufführung hatte der Film am 22. Dezember 1970 in Deutschland.
Erwin Gitt hatte die Herstellungsleitung, die Filmbauten stammten von Wolf Englert und Bruno Monden. Sigi Rothemund assistierte Regisseur Brynych, Inge Ege-Grützner zeichnete für die Kostüme verantwortlich, Milan Bor für den Ton. Charly Steinberger nahm viele Aufnahmen aus ungewöhnlichen Kameraperspektiven (bevorzugt aus dem Fischaugenkamera-Blickwinkel) auf.
Uschi Glas registrierte erfreut, dass sie in diesem Film erstmals einen neuen Frauentyp verkörpern und eine „schöne Wandlung“ spielen konnte. Gleichzeitig bedauerte sie, dass der Film nie ein großer Erfolg wurde.

## Kritiken
„Eine wahnwitzige, von der kreisenden Kamera ins Delirium getriebene Horrorfantasie.“

„Eine mörderische deutsch-italienisch-französische Coproduktion.“

„Mißglückter Versuch einer Satire; nur auf Schaueffekte ausgerichtet, langweilend und lächerlich.“